# Wolfram von Eschenbach
Wolfram von Eschenbach (Frankonija, oko 1170.- Obereschenbach, 1220.) bio je njemački vitez i pjesnik, poznat kao autor epa Parzival, jednog od najdubljih srednjovjekovnih književnih djela.
Za njega se zna da je kao osiromašeni bavarski vitez bio u službi čitavog niza franačkih feudalaca tadašnjih gospodara gradova Abensberga, Wildenberga i Wertheima. Također se zna da je često boravio na dvoru grofa Hermanna I. od Tiringije, gdje se upoznao s velikim srednjovjekovnim lirskim pjesnikom Walterom von der Vogelweideom. Po svemu sudeći izgleda da je Wolfram bio samouk, ali je unatoč tome poprilično poznavao tadašnju njemačku i francusku književnost.
Od Wolframovoga književnog opusa, koji nose pečat njegove originalnosti, uz epskog Parzivala, preostalo je osam lirskih pjesama (njem. Tagelieder), koje pjevaju o razdvojenim ljubavnicima, nedovršeni ep Willehalm, koji je životopis križara Guillauma Akvitanskog i fragmenti još jednog epa zvanog Titurel, koji obrađuje tragičnu ljubavnu priču Sigune.
Wolfram je svog Parzivala vjerojatno napisao između 1200. i 1210. To je poema od 25,000 redaka u 16 knjiga, najvjerojatnije je zasnovan na nedovršenom djelu pisca Chrétien de Troyesa: "Perceval; ou, le conte du Graal". Wolfram je njime uveo temu Svetog grala u njemačku književnost, ali su njegov uvod i kraj bili potpuno novi, rezultat njegove mašte, iako ih se pripisuje nekom neidentificiranom i vjerojatno nepostojećem provansalskom pjesniku Kyotu (Kiotu i Guiotu). To je priča o neukom i prostodušnom junaku, koji srlja u svoje avanture bez puno razmišljanja. 
Wolfram se koristio klasičnim bajkovitim motivom - bezgrešne budale, koji iako neuk svojom nevinošću ipak postiže svoj cilj, do kojega i puno mudriji ne mogu doći. Wolfram koristi dramatičan Parzivalov napredak od folklorne budale do mudrog i odgovornoga čuvara Svetoga grala, kako bi ispričao suptilnu alegoriju čovjekovoga duhovnoga obrazovanja i razvoja. Složenost Wolframove teme korespondira s njegovim ekscentričnim stilom, kojega karakteriziraju retoričke bravure, dvosmislena sintaksa i slobodno korištenje dijalekta.
Wolframov utjecaj na kasnije pjesnike bio je velik, zbog toga ga se uz Hartmanna von Aua i Gottfrieda von Strassburga ubraja u trijumvirat srednjovjekovnih njemačkih pjesnika.
Njegov Parzival bio je inspiracija Richardu Wagneru za njegovu posljednju operu - Parsifal iz 1882.